# René Dinkel
Pour les articles homonymes, voir Dinkel.
René, Richard, Camille Dinkel, né le 27 septembre 1943 à Saint-Étienne-lès-Remiremont (Vosges), est un conservateur régional des monuments historiques et ingénieur des services culturels et du patrimoine honoraire français.

## Carrière et activités
Après avoir obtenu son certificat d’études primaires le 12 juin 1957, un CAP d’ajusteur le 24 juin 1960, puis un CAP d’aide-comptable le 26 juin 1961, il entre le 17 juillet 1961 dans l’entreprise familiale de bâtiment et travaux publics, menant les chantiers d’un bout à l’autre (étude, financement, élaboration des projets, suivi jusqu’à la réalisation finale) jusqu’au 30 septembre 1966, date à laquelle il est admis par concours au Centre des agents techniques du bâtiment à Colmar le 4 octobre 1966.
Par ces expériences et ses différentes fonctions en entreprise et les formations au Centre de Colmar, il acquiert une formation complète qui lui permettra d’être sélectionné, le 1er août 1967, comme Agent contractuel dans l’Agence des Bâtiments de France de Strasbourg (Bas-Rhin) (aujourd’hui Service territorial de l'architecture et du patrimoine) comme Technicien. Reçu premier au concours de Réviseur des travaux d’architecture le 9 janvier 1969, il sera nommé responsable du Service technique à Versailles à partir du 1er août 1969. Il est promu Contrôleur des travaux d’architecture (Réviseur principal), puis intégré dans le corps des Ingénieurs des services culturels et du patrimoine de classe supérieure.
Parallèlement à son activité professionnelle au Ministère de la culture et de la communication, il milite pendant près de 30 ans comme secrétaire général du syndicat national des affaires culturelles Force ouvrière (entre 1973 à 2000),,. 
Affecté en Franche-Comté, le 1er septembre 1977, il exerce différentes fonctions d'assistance technique, juridique et administrative du personnel techniques des "Conservations régionales des monuments historiques de Franche-Comté - Bourgogne et Rhône-Alpes".
Nommé, à compter du 1er décembre 1981 en qualité de conservateur régional des monuments historiques en Provence-Alpes-Côte d'Azur puis, à partir du 15 novembre 1988, en Alsace.
Le 18 janvier 1991, il est nommé membre du conseil ministériel de la recherche au ministère de la culture, de la communication et des grands travaux en qualité de représentant désigné par les organisations syndicales,.
Il rejoindra l’administration centrale à compter du 28 février 1991, comme chargé de mission auprès du Sous-directeur des monuments historiques pour notamment mettre en place un « observatoire économique des travaux sur les monuments historiques» et représentant suppléant du ministre chargé de la culture, à la commission des marchés de bâtiment et de génie civil.
Il suit, en 1992, les cycles de perfectionnement pour l’encadrement supérieur de l’ENA, avant d’être chargé, avec Peter Rupp, par le Conseil de l’Europe, de l’analyse des politiques nationales du patrimoine culturel dans 27 pays, analyse qui débouchera sur l’établissement d’un « Rapport sur les politiques du patrimoine culturel en Europe », repris ultérieurement pour constituer le Réseau européen du patrimoine.
René Dinkel est également l’auteur de l’Encyclopédie du patrimoine, publiée en septembre 1997, fruit de 35 années d’expérience, synthèse de ses publications et de celles qu’il a initiées avec le concours de nombreux acteurs du patrimoine (associations, laboratoires, artisans et entreprises spécialisées, experts, institutions publiques et privées…).
Il termine sa carrière en qualité d’enseignant pour la formation d’architectes du patrimoine architectural rural, mission qu’il assume à partir du 1er avril 1997, pour le compte de l'École d'architecture de Paris-La Villette et le Centre européen de formation PARTIR, fonction qu’il exercera jusqu’à son départ à la retraite le 1er octobre 2003.
Aujourd’hui, il contribue, au sein de plusieurs associations et sites (dont Wikipédia), aux actions de protection, conservation et mise en valeur du patrimoine.

## Les formations dispensées
Dans le cadre de ses diverses activités professionnelles, il a animé de nombreuses formations sur les procédures de protection et conservation du patrimoine.
- Cours de formation aux ingénieurs des services culturels et du patrimoine, Technicien des services culturels et des bâtiments de France et adjoints techniques des Bâtiments de France (Marchés publics ; Conservation des monuments historiques, objets mobiliers, orgues (au centre national de formation d'apprentis facteurs d'orgues à Eschau) et diverses procédures de protection ; Histoire, législation, techniques et marchés publics de restauration et construction des orgues; Hygiène et sécurité sur les chantiers; Suivi d'opérations; Responsabilités des différents acteurs, Préparations aux concours…) de 1991 à 1997.
- Formation des Architectes des bâtiments de France,, Centre des hautes études de Chaillot (Responsabilités des divers acteurs de la restauration et mise en valeur du patrimoine), 1995.
- École nationale du patrimoine (ENP), stage de formation sur le thème[12] « Connaissance et gestion du patrimoine campanaire », en mars 1996.
- Université du Maine (Le Mans), dans le cadre du DESS « Valorisation du patrimoine culturel et développement local »[13], de 1996 à 1999[14].
- École nationale du patrimoine (ENP) et Direction de lArchitecture et du Patrimoine (DAPA)[15], sur les thèmes « Conserver – restaurer : les orgues, connaissance, conservation et restauration de l'instrument et du buffet », et « Les orgues : création et animation », en 1994 et 1995.
- Centre européen de formation PARTIR (architectes à former au patrimoine architectural rural et aux techniques d'identification et de restauration) et chargé de cours sur le bâti ancien et sa restauration par l'école nationale supérieure d'architecture de Paris-La Villette de 2001 à 2003.

## Distinctions
- Chevalier de l'ordre national du Mérite le 5 avril 1987[16].
- Chevalier l'Ordre des Arts et des Lettres (28 septembre 1984). Nommé Chevalier de l'Ordre des Arts et des Lettres par Jack Lang, ministre délégué à la culture.
- Prix du livre 1997 de La Demeure historique pour l’Encyclopédie du patrimoine (18 novembre 1997).

## Vie privée
Il est le 3e d’une famille de 9 enfants, de Dinkel Antoine, René, Alphonse et de Madeleine, née Gérard. 
Il est marié à Denise Olivetto avec qui il a eu 3 filles.

## Bibliographie

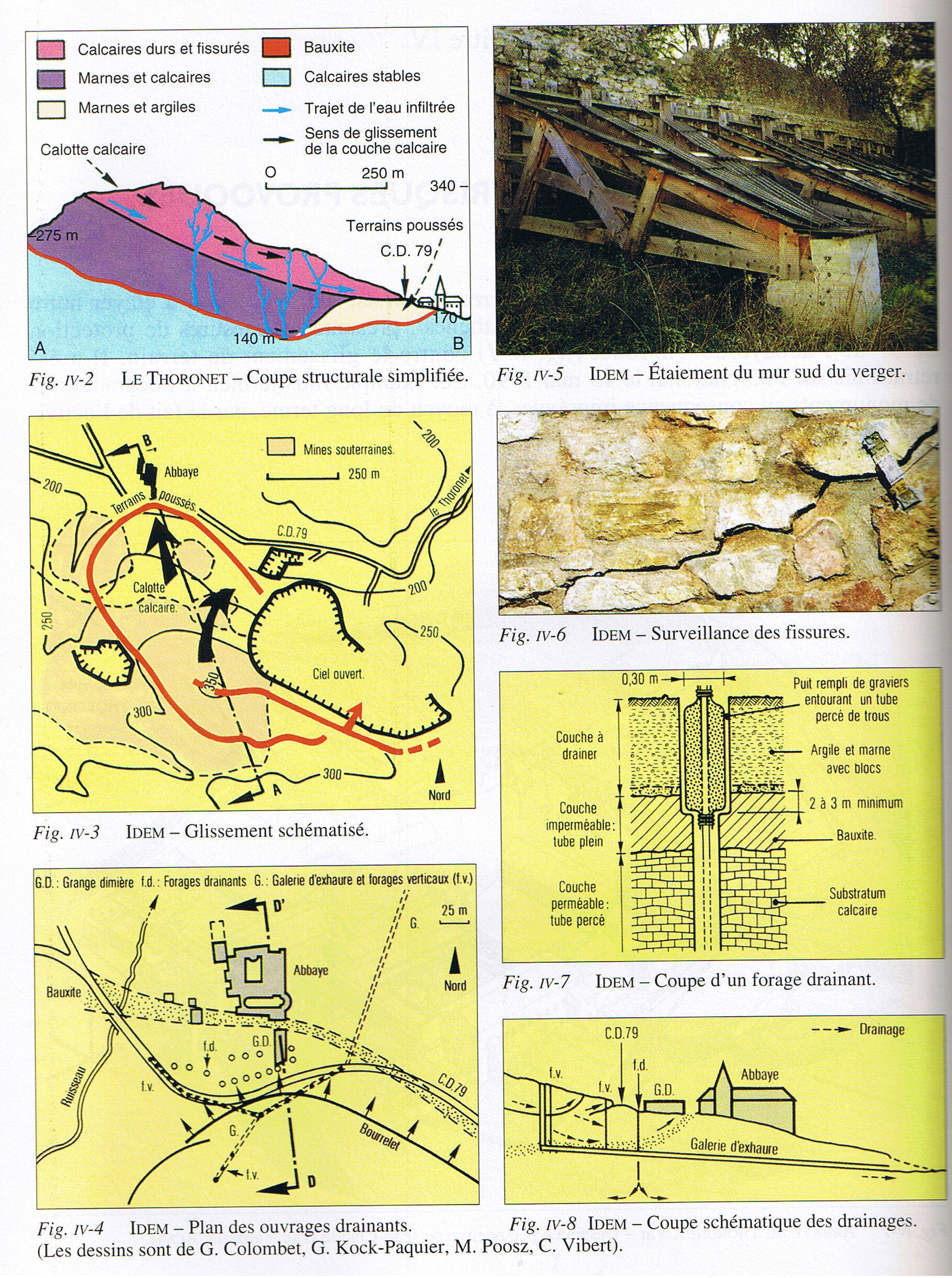
Le glissement de terrain et les solutions techniques.

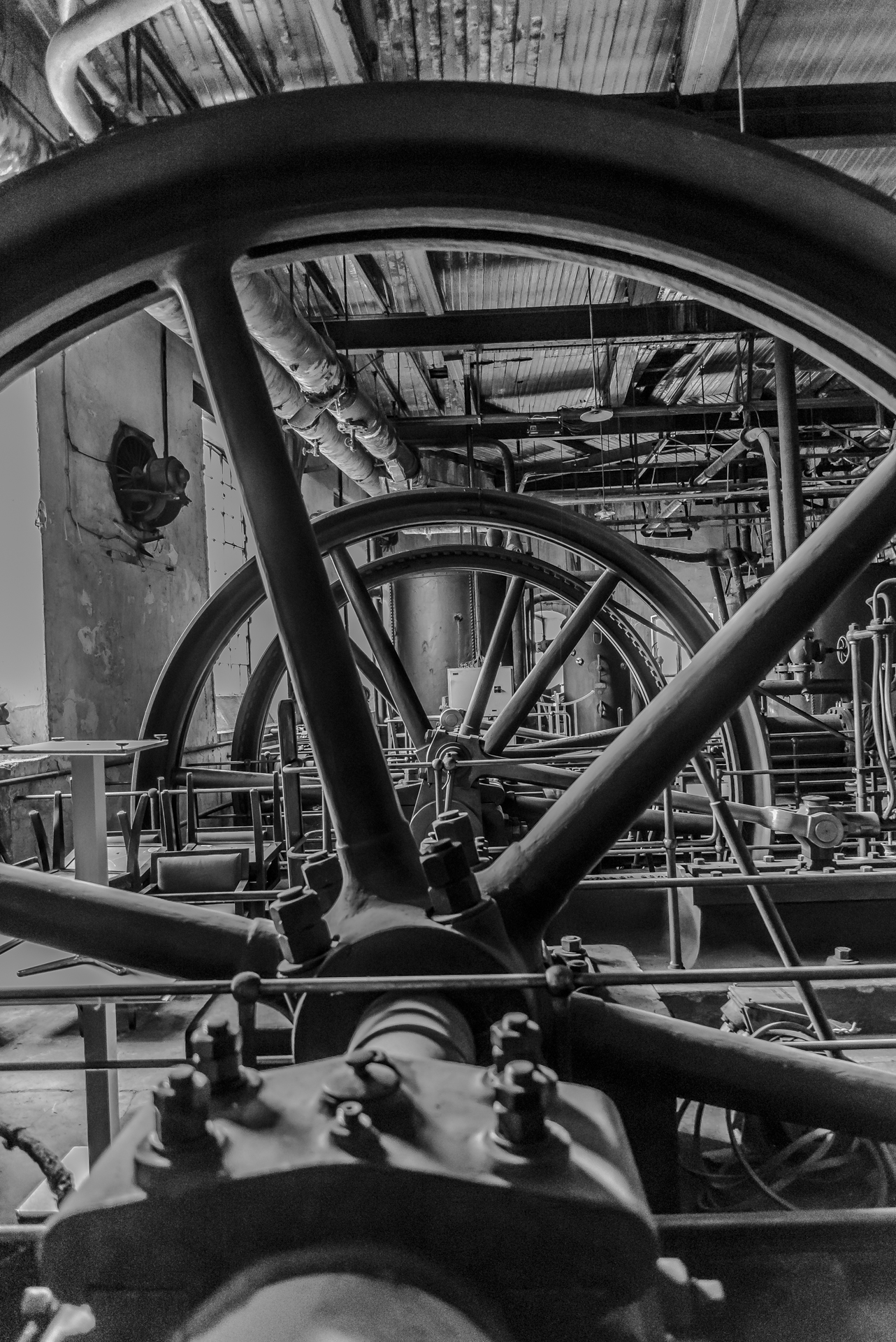
Anciennes Glacières de Strasbourg.